# Мери Попинз в кухнята
„Мери Попинз в кухнята“ (на английски език: Mary Poppins in the Kitchen) е книга на австралийско- британската писателка Памела Травърз от 1975 г., шестата в книжната  поредица „Мери Попинз“. Това е първата книга от поредицата, имаща цветни илюстрации.
Освен че е роман, това е и готварска книга, включваща 30 типични английски рецепти като пудинг. Не е издавана в България.

## Сюжет
Внимание:  Текстът по-долу разкрива сюжета на произведението (или части от него)!
Г-н и г-жа Банкс трябва да заминат за една седмица, а готвачката, г-жа Брил, трябва да се грижи за внуците си, които са болни, така че възлагат на Мери Попинз да готви за децата. Тя отговаря, че ще може благодарение на книгата си с рецепти. Всъщност за всеки ден от седмицата бавачката готви фантастични ястия заедно с Джейн, Майкъл, Джон, Барбара и Анабел Банкс.
В понеделник Мери Попинз решава да сготви говеждо печено с йоркширски пудинг с децата. Г-жа Кори и двете й дъщери гиганти Ани и Фани  пристигат, за да им помогнат. Във вторник  приготвят моркови с картофено пюре и ябълкова шарлота с помощта на адмирал Бум. В сряда се отбиват, за да помогнат на г-н Артър и г-жа Топси-Търви, правейки голяма изненада на братовчедка си Мери Попинз; заедно приготвят ирландско печено говеждо и Топси-Търви пай. В четвъртък си правят пикник с братовчеда на Мери, Фред Туигли, и заедно ядат хамбургери и пудинг с хляб и масло,  и пеят и танцуват на музиката на г-н Туигли. В петък заедно с Жената с птиците всички заедно готвят и ядат печено пиле.
В събота приготвят черешов пай с помощта на мис Ларк и Пазача на парка. В неделя, за завръщането на родителите си, те заедно приготвят салата, картофено пюре, пилешко и лимоново суфле. Невярващи, родителите питат Мери Попинз дали децата им наистина са сготвили всичко това, а тя със зловещо спокоен глас кима и потвърждава предположенията им.

## Герои
- Мери Попинз - млада бавачка. Не е бъбрива, доста е сурова, харесва ѝ да се облича елегантно и да се оглежда във витрините. Тя е същинска лейди, „абсолютно съвършена във всяко отношение“.
- Джейн - най-голямото дете на семейство Банкс
- Майкъл - синът на семейство Банкс и брат на Джейн
- Джон и Барбара - близнаците на семейство Банкс
- Г-н Банкс – банкер, който работи в Сити
- Г-жа Банкс – съпругата на г-н Банкс
- Анабел – бебе, най-малкото дете на сем. Банкс
- Мисис Брил - готвачка на семейство Банкс
- Адмирал Бум – съсед на семейство Банкс, къщата му е досущ като кораб
- Мис Ларк – съседка на семейство Банкс
- Андрю и Желания – кучетата на мис Ларк
- Мисис Кори – старица, има магазин са курабии
- Фани и Ани – гигантските дъщери на мисис Кори
- Жената с птиците – старица, която седи на стълбите на катедралата „Сейнт Пол“ и храни птиците
- Полицай Егбърт – местният полицай
- Продавач на сладолед
- Мис Андрю – властната бивша бавачка на г-н Банкс
- Пазач на парка
- Топси и Артър Търви – братовчед на Мери Попинз и съпругата му
- Фред Туигли – братовчед на Мери Попинз

## Рецепти, представени в книгата
Предупреждение от Мери Попинз: преди всичко си измий ръцете си и след това запомни три полезни съвета: винаги възрастен да стои до теб близо до печката; пази се от остри предмети и никога не използвай нож без присъствието на възрастен.
- Ябълкова шарлота
- Хамбургер с месо
- Торти:
  - Овчарска торта
  - "Пълна" торта
  - Лешникова торта
  - Зодиакална торта
  - Типси-Търви торта
  - Кралска торта
  - Великденска торта
- Черешови целувки
- Пудинг от хляб и масло
- Печено пиле с хлебен сос
- Джинджифилови звезди
- Овесени бисквити
- Дресинг за салата
- Плодова салата
- Банани и мед
- Ирландско печено месо
- Тарталети със сладко
- Лимоново суфле
- Ланкашърски хотпот
- Лешников хляб
- Картофи
- Йоркширски пудинг
- Пудинг на кралицата
- Печена пъстърва